# Slabě kompaktní kardinál
Slabě kompaktní kardinál je matematický pojem z oblasti teorie množin (kardinální aritmetiky). Patří mezi velké kardinály.

## Definice
Slabě kompaktní kardinál je takové kardinální číslo {\displaystyle \kappa }, že pro každou funkci {\displaystyle f:\kappa ^{2}\rightarrow \{0,1\}} existuje podmnožina {\displaystyle H\subseteq \kappa } mohutnosti {\displaystyle \kappa }, která je homogenní pro f (tj. {\displaystyle f(H^{2})=\{0\}} nebo {\displaystyle f(H^{2})=\{1\}}).